# 米夏埃尔·弗隆策克
米夏埃尔·弗隆策克（德語：Michael Frontzeck，1964年3月26日—）是一位德国前足球运动员及现任足球教练，自2015年4月起执教德甲俱乐部汉诺威96。

## 球员生涯
弗隆策克早年曾就读于门兴格拉德巴赫市内的奥登基兴高级中学，并在奥登基兴体育俱乐部开始了自己的足球生涯。作为一名左后卫，他从1982年至2000年间曾先后效力于德甲俱乐部门兴格拉德巴赫（1982－1989、1995及1999－2000）、斯图加特、波鸿和弗赖堡，并在此期间完成436次德甲出场记录及射入37球。他职业生涯中的最大成就是在1991-92赛季随斯图加特夺得德国足球冠军。此外，弗隆策克还在1995-96和1996-97赛季期间为英格兰的曼彻斯特城效力，在英超及英冠赛场均有过出场。
弗隆策克也曾在1984年至1992年期间代表德国国家足球队出场19次，并且是德国夺得1992年欧洲足球锦标赛亚军的23位成员之一。

## 教练生涯
在结束了自己的球员生涯后，弗隆策克于2000年7月成为门兴格拉德巴赫的助理教练，与曼弗雷德·斯特菲斯共同辅佐时任主教练的汉斯·迈尔；同时他还参加了在科隆举办的足球教练培训班，并顺利毕业。在迈尔的继任人埃瓦尔德·利能的治下，弗隆策克继续履行他在门兴格拉德巴赫的职务，并在2003年9月与利能一同被解雇。至2004年春季，他又与利能一起受聘于汉诺威96，并仍然担当助理教练的岗位。但二人于2005年11月再次双双下课。
弗隆策克在2006-07赛季德甲开赛仅三轮后便加盟了亚琛，成为该俱乐部原主教练迪特·黑金的继任者。但在弗隆策克的治下，亚琛提前降入了德乙。于是在2007年5月19日，即该赛季的最后一轮比赛后，弗隆策克辞去了主教练职务。但自2008年1月1日起，他又成为另一支德甲俱乐部比勒费尔德的新任主教练。弗隆策克与该队签订的合同至2009年6月30日止，并在2007-08赛季率领比勒费尔德成功保级。他的合同也因此被延长至2010年。在2009年5月17日，即球队在2008-09赛季第33轮以0比6惨败于多特蒙德后，董事会宣布弗隆策克离任，并立即生效。这是德甲历史上第二次（继弗里茨·普利斯卡与红白埃森在1967年6月之后），有主教练在比赛尚余1轮的情况下被解职。
从2009年7月1日起，弗隆策克又开始担任门兴格拉德巴赫的主教练。此后，原期至2011年6月30日届满的合同于2010年7月被延长至2013年6月止。但弗隆策克还是在2011年2月13日被提前解雇，这是由于在当季的保级争夺战中，门兴格拉德巴赫接连面对斯图加特和圣保利这两个竞争对手的比赛都以失败告终。
2012年10月2日，在圣保利解除了原主教练安德烈·舒伯特的职务后，弗隆策克以继任者的身份加盟该队。他率领圣保利顺利保级，但由于他和管理层之间就双方合同的续约时间产生分歧，弗隆策克又于2013年11月6日离任。自2015年4月21日起，弗隆策克在2014-15赛季德甲尚余五轮的情况下加盟汉诺威96，以接替此前率队已连续13场不胜的原主教练塔伊丰·科尔库特。

### 执教数据
最後更新：2015年4月25日
| 俱乐部         | 自            | 至            | 成绩 | 成绩 | 成绩 | 成绩 | 成绩  | 成绩          |
| 俱乐部         | 自            | 至            | 场   | 胜   | 平   | 负   | 胜%   | 注            |
| -------------- | ------------- | ------------- | ---- | ---- | ---- | ---- | ----- | ------------- |
| 亚琛           | 2006年9月13日 | 2007年5月19日 | 33   | 9    | 7    | 17   | 27.27 | [ 13 ]        |
| 比勒费尔德     | 2008年1月4日  | 2009年5月17日 | 53   | 8    | 22   | 23   | 15.09 | [ 14 ] [ 15 ] |
| 门兴格拉德巴赫 | 2009年6月3日  | 2011年2月13日 | 61   | 16   | 14   | 31   | 26.23 | [ 16 ]        |
| 圣保利         | 2012年10月3日 | 2013年11月6日 |      | 15   | 11   | 15   | —     | [ 17 ] [ 18 ] |
| 汉诺威96       | 2015年4月20日 | 至今          | 1    | 0    | 0    | 1    | 00.00 | [ 19 ]        |
| 总计           | 总计          | 总计          | 189  | 48   | 54   | 87   | 25.40 | —             |

## 家庭
弗隆策克已在1987年4月12日完婚，并育有两个孩子。他的父亲弗里德赫尔姆在1959年至1963年期间也曾作为球员效力于门兴格拉德巴赫，并随队赢得1960年的德国杯冠军。